# Homonaționalism

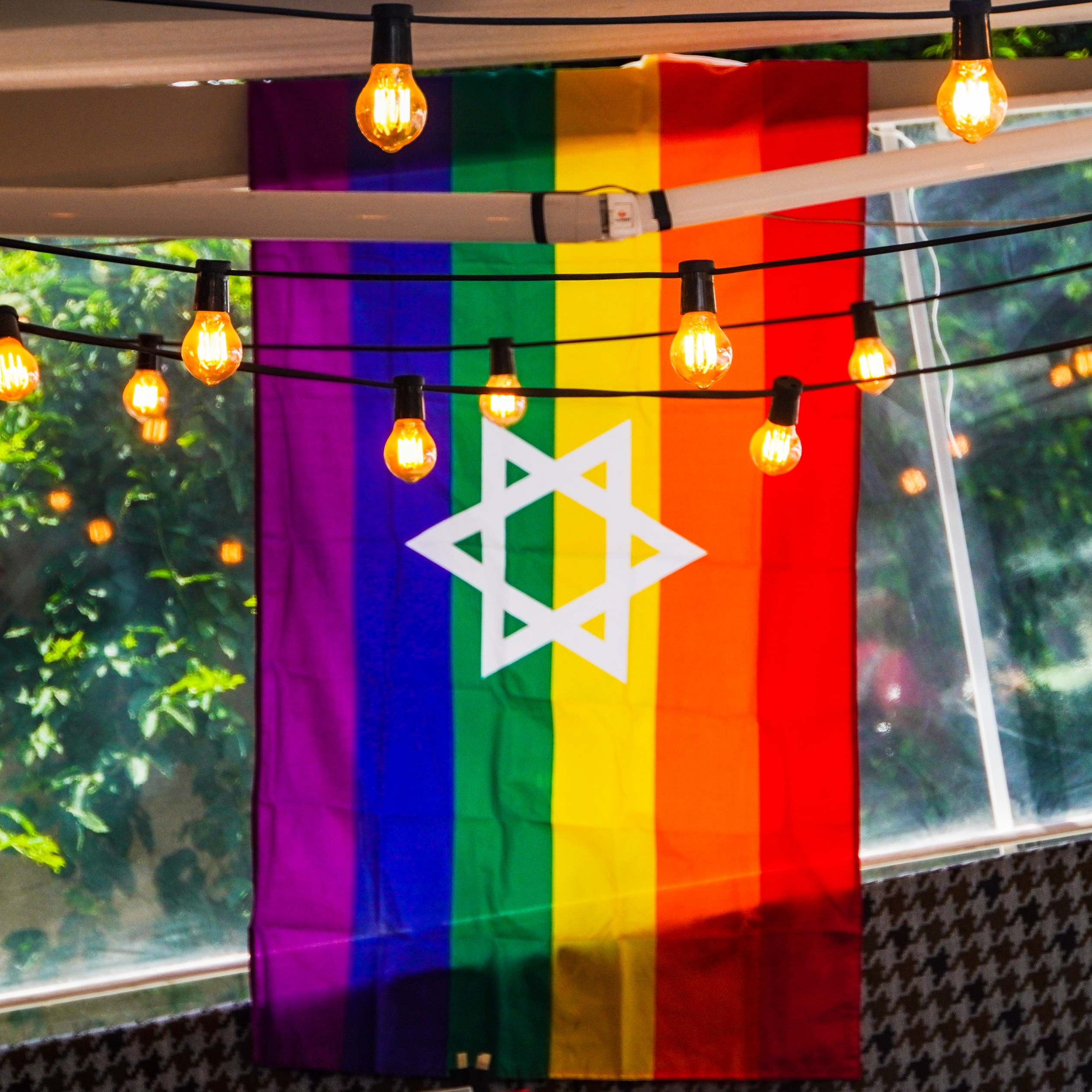
Steagul LGBTI cu o stea a lui David în Tel Aviv.

Homonaționalism (din homosexualitate și naționalism) este un termen care descrie asocierea favorabilă dintre un tip de ideologie naționalistă și persoanele LGBTI sau drepturile lor.
Termenul a fost propus inițial de cercetătoarea în studii de gen Jasbir K. Puar pentru a se referi la procesele prin care anumite puteri se aliniază cu revendicările comunității LGBTI pentru a justifica poziții rasiste și xenofobe, în special împotriva islamului, susținându-le pe baza prejudecăților conform cărora migranții ar fi în mod forțat homofobi și că societatea occidentală este complet egalitară. Astfel, se utilizează diversitatea sexuală și drepturile LGBT pentru a susține poziții împotriva imigrației, devenind tot mai obișnuit în rândul partidelor de extremă dreapta.
Principalele critici la acest fenomen se concentrează asupra folosirii părtinitoare și sectare a mișcării LGBT pentru a susține scopuri bazate pe intoleranță, ignorând homofobia însăși și lipsa unei adevărate egalități în societatea occidentală în ansamblu. Această idee falsă de egalitate este adesea reprezentată simbolic prin accesul la căsătoria egalitară, heteronormalizând relațiile dintre persoanele din comunitatea LGBTI și favorizând poziții șovine față de țara proprie și pline de suspiciune față de persoanele din țările care nu au reglementat niciun fel de recunoaștere a cuplurilor de același sex sau care criminalizează homosexualitatea, în special împotriva musulmanilor.